# Tiglato de metila
Tiglato de metila ou 2-metilcrotonato de metila, é o composto orgânico de fórmula molecular C6H10O2, fórmula linear CH3CH=C(CH3)CO2CH3, é o éster de metila do ácido tíglico ou Ácido 2-metil-2-butenoico, de massa molecular 114,14, apresenta-se como um líquido incolor de densidade 0,95 , com ponto de ebulição de 137-138 ºC (a 758 mmHg), classificado com o número CAS 6622-76-0, número EC (EINECS) 229-575-8 e PubChem ID 24902001. É uma substância inflamável e incompatível com oxidantes fortes. É irritante para pele e olhos. É encontrado nas plantas das famílias Asparagales, Orchidaceae, Asterales, Asteraceae, Caryophyllales, Caryophyllaceae, Magnoliales, Magnoliaceae, Nymphaeales e Nymphaeaceae.